# 環紋冠海龍
環紋冠海龍（学名：Corythoichthys amplexus），为輻鰭魚綱棘背魚目海龍魚科的其中一種，分布於印度西太平洋區，包括東非、塞席爾群島、安達曼群島、日本、菲律賓、印尼、巴布亞紐幾內亞、澳洲、斐濟、新喀里多尼亞及薩摩亞群島等海域，棲息深度可達31公尺，體長可達10公分，棲息在珊瑚礁區，卵胎生。

## 外部連結
- 環紋冠海龍的圖片